# Конончанська сільська рада
Конончанська сільська́ ра́да — адміністративно-територіальна одиниця та орган місцевого самоврядування в Канівському районі Черкаської області. Адміністративний центр — село Кононча.

## Загальні відомості
- Населення ради: 797 осіб (станом на 2001 рік)

## Населені пункти
Сільській раді підпорядковані населені пункти:
- с. Кононча
- с. Гамарня

## Склад ради
Рада складається з 12 депутатів та голови.
- Голова ради: Підгірний Іван Андрійович
- Секретар ради: Матвієнко Ніна Григорівна

### Керівний склад попередніх скликань
| Прізвище, ім'я, по батькові | Основні відомості                                    | Дата обрання | Дата звільнення |
| --------------------------- | ---------------------------------------------------- | ------------ | --------------- |
| Братаніч Микола Йосипович   | Сільський голова, 1951 року народження, безпартійний | 26.03.2006   | 31.10.2010      |
| Підгірний Іван Андрійович   | Сільський голова, 1960 року народження, освіта вища  | 31.10.2010   |                 |

Примітка: таблиця складена за даними сайту Верховної Ради України

### Депутати
За результатами місцевих виборів 2010 року депутатами ради стали:

#### За суб'єктами висування
| Суб'єкт висування            | Кількість обраних депутатів | %  |
| ---------------------------- | --------------------------- | -- |
| Самовисування                | 6                           | 50 |
| Соціалістична партія України | 6                           | 50 |

#### За округами
| № округу                     | Прізвище, ім'я, по батькові     | Дата визнання обраним | Освіта             | Партійна приналежність             | Відомості про обраного депутата                        |
| ---------------------------- | ------------------------------- | --------------------- | ------------------ | ---------------------------------- | ------------------------------------------------------ |
| Соціалістична партія України |                                 |                       |                    |                                    |                                                        |
| 2                            | Носова Наталія Олексіївна       | 02.11.2010            | середня            | член Соціалістичної партії України | магазин, продавець                                     |
| 3                            | Іщенко Марія Миколаївна         | 02.11.2010            | середня            | член Соціалістичної партії України | тимчасово не працює                                    |
| 4                            | Пустова Валентина Василівна     | 02.11.2010            | середня            | член Соціалістичної партії України | пенсіонер                                              |
| 5                            | Горцевич Тетяна Анатоліївна     | 02.11.2010            | вища               | член Соціалістичної партії України | Лучанська загальноосвітня школа, вчитель               |
| 6                            | Батюк Володимир Петрович        | 02.11.2010            | вища               | член Соціалістичної партії України | ЗАТ «Укршампіньйон», робочий                           |
| 11                           | Василега Тетяна Василівна       | 02.11.2010            | середня спеціальна | член Соціалістичної партії України | тимчасово не працює                                    |
| Самовисування                |                                 |                       |                    |                                    |                                                        |
| 1                            | Кієнко Анатолій Іванович        | 02.11.2010            | вища               | позапартійний                      | пенсіонер                                              |
| 7                            | Біленко Галина Олексіївна       | 02.11.2010            | вища               | член Партії регіонів               | фельдшерсько-акушерський пункт с. Кононча, завідувачка |
| 8                            | Томілєва Світлана Олександрівна | 02.11.2010            | вища               | член Партії регіонів               | Конончанський НВК, вчитель                             |
| 9                            | Марченко Ніна Андріївна         | 02.11.2010            | середня спеціальна | член Партії регіонів               | пенсіонер                                              |
| 10                           | Матвієнко Ніна Григорівна       | 02.11.2010            | вища               | позапартійна                       | Конончанська с/р, секретар                             |
| 12                           | Кобзар Ольга Миколаївна         | 02.11.2010            | середня спеціальна | член Партії регіонів               | Магазин с. Кононча, продавець                          |

## Природно-заповідний фонд
На землях сільради розташовано гідрологічний заказник місцевого значення Кононівський.